# Obiettivi Canon EF 50mm
Gli obiettivi Canon EF 50mm sono una serie di obiettivi a lunghezza focale fissa costruiti da Canon che condividono la stessa lunghezza focale.
Queste lenti hanno un attacco EF, e sono compatibili con le fotocamere Canon EOS.
Quando usate su DSLR con sensore APS-C a formato ridotto, con fattore crop 1.6x, ha un angolo di campo equivalente a quello di un obiettivo di focale 80mm su formato pieno. Con un sensore APS-H, che ha un fattore di crop di 1.3x, la lunghezza focale equivalente è di 65mm.
La serie EF 50mm è in costante evoluzione e nel tempo si sono succeduti vari modelli con caratteristiche anche molto differenti. Alcuni di questi modelli fanno parte della serie L, altri sono caratterizzati dal motore ultrasonico, altri ancora hanno un motore passo-passo (STM).

## Modelli

### Canon EF 50mm f/1.0L USM
L'obiettivo Canon EF 50mm f/1.0L USM è un obiettivo professionale serie L non più in produzione. È stato l'obiettivo più luminoso prodotto da Canon con attacco EF ed anche l'obiettivo autofocus più luminoso in assoluto. La scarsa diffusione, conseguenza dell'elevato costo, lo ha di fatto trasformato in un pezzo da collezione. Quest'ottica ha un corpo ed un attacco in metallo, ed estremità in plastica. Presenta inoltre un'ampia ghiera di messa a fuoco in gomma, scanalata, una finestrella con le distanze di messa a fuoco con indice per la messa a fuoco infrarossa; l'obiettivo può mettere a fuoco da 0.6m ad infinito. Il diaframma ad 8 lamelle con apertura massima di f/1.0 dà la possibilità di creare effetti di profondità con uno sfocato molto gradevole e consente di lavorare in condizioni di scarsa luminosità. Lo schema ottico comprende 11 elementi, inclusi due elementi asferici. Questo obbiettivo utilizza una messa a fuoco con elementi anteriori flottanti grazie ad un motore ultrasonico ad anello. La lente frontale non ruota durante la messa a fuoco, ma si estende.

### Canon EF 50mm f/1.2L USM
Il Canon EF 50mm f/1.2L USM è un obiettivo professionale serie L, progettato per rimpiazzare il Canon EF 50mm f/1.0L USM. È la più corta tra gli obiettivi f/1.2 prodotti da Canon, essendo l'altro il Canon EF 85mm. È costruito con un corpo ed un attacco metallico, e con estremità plastiche. Questa lente presenta un'ampia ghiera di gomma per la messa a fuoco, scanalata, ed una finestrella con indice per la messa a fuoco con pellicole infrarossa; è inoltre tropicalizzato. Il diaframma ad 8 lamelle con apertura massima di f/1.2 permette di ottenere effetti di profondità e di sfocato molto morbidi ed apprezzabili. Lo schema ottico contiene 8 lenti, con un elemento asferico. Questa lente utilizza un sistema di messa a fuoco con elementi anteriori flottanti grazie ad un motore ultrasonico. La lente frontale non ruota, ma si estende durante la messa a fuoco.

### Canon EF 50mm f/1.4 USM

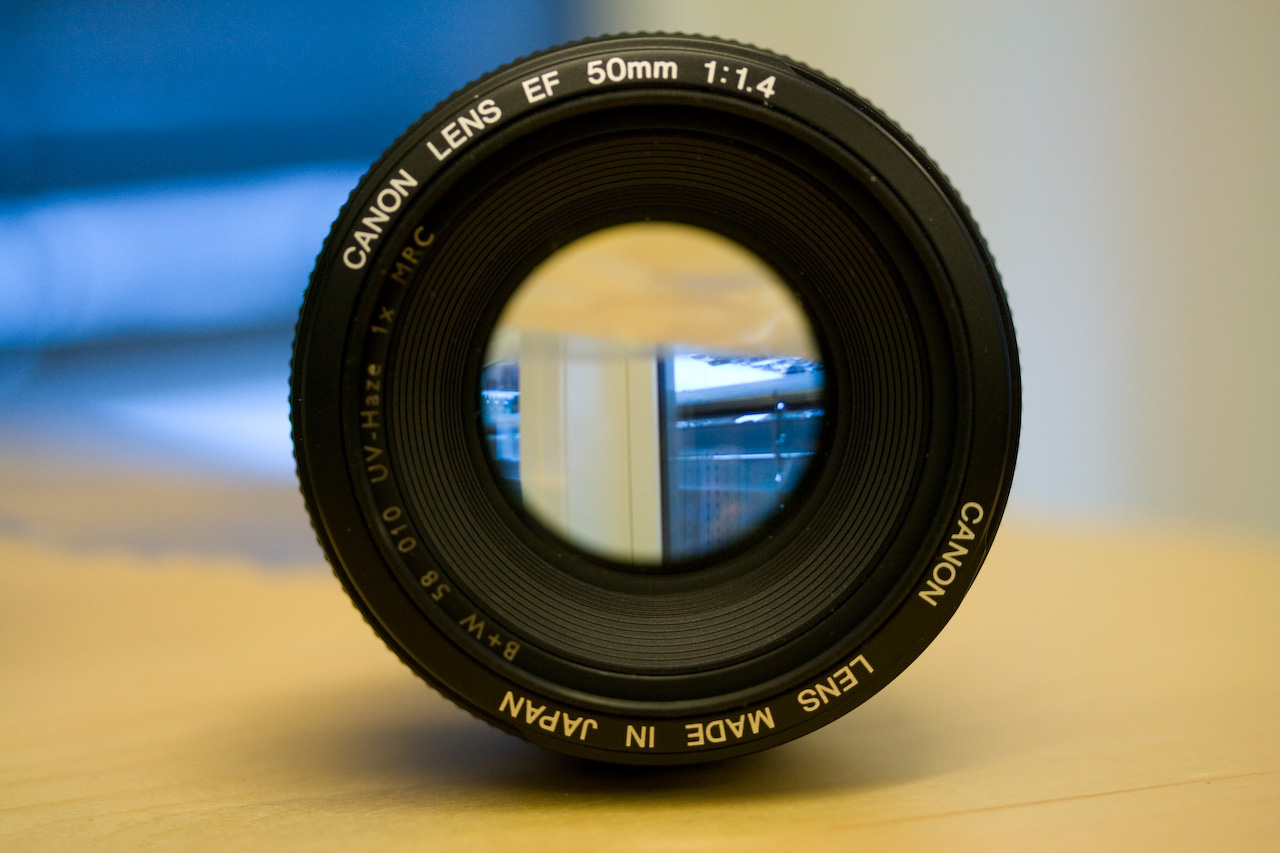
Il Canon EF 50mm f/1.4 USM alla sua massima apertura

Il Canon EF 50mm f/1.4 USM è una lente consumer. È la lente con f/1.4 meno costosa attualmente prodotta da Canon. È costruito con un corpo in plastica ed un attacco in metallo, con una finestrella con le distanze di messa a fuoco. Un diaframma ad 8 lamelle con apertura massima di f/1.4 consente di ottenere effetti di profondità e sfocato gradevoli. Lo schema ottico di questa lente presenta 7 elementi, senza elementi speciali. Questa lente ha l'autofocus con elementi anteriori flottanti, mossi da un micromotore USM. La velocità di messa a fuoco di questa lente è elevata, ma non così veloce come le lenti con USM ad anello. La lente frontale non ruota durante la messa a fuoco, ma si estende.

### Canon EF 50mm f/1.8
Il Canon EF 50mm f/1.8 è una lente economica, fuori produzione dal 1990, rimpiazzata dal Canon EF 50mm f/1.8 II. Costruito con un corpo in plastica ed un attacco in metallo, presenta una finestrella con le distanze di messa a fuoco con indice per la messa a fuoco infrarossa. Un diaframma ad 5 lamelle con apertura massima di f/1.8 consente di ottenere effetti di profondità e sfocato gradevoli.
Lo schema ottico presenta 6 elementi, senza elementi speciali. Questa lente ha una messa a fuoco con elementi anteriori flottanti, grazie ad un motore AFD. La lente frontale non ruota durante la messa a fuoco. La velocità di messa a fuoco è abbastanza elevata, anche se il meccanismo è leggermente rumoroso.

### Canon EF 50mm f/1.8 II
L'EF 50mm f/1.8 II ha rimpiazzato il Canon EF 50mm f/1.8 nel 1991. Grazie al suo basso prezzo, unito ad una resa ottica elevata soprattutto per quanto riguarda la nitidezza a diaframmi intermedi, questo obiettivo è molto conosciuto ed usato anche da professionisti. Il Bokeh risulta penalizzato da un diaframma a sole 5 lamelle.
Presenta un corpo ed un attacco in plastica, con un design abbastanza semplice.
I cambiamenti rispetto alla prima versione includono l'attacco in plastica, l'assenza della finestrella con le distanza di messa a fuoco, ed un micromotore per l'autofocus al posto dell'AFD, complessivamente una costruzione molto economica. Otticamente, questo obiettivo è simile al predecessore. La ghiera di messa a fuoco è più piccola rispetto alla prima versione ed è collocata alla fine del barilotto.

### Canon EF 50mm f/1.8 STM
I'EF 50mm f/1.8 STM è un obiettivo standard per i formati FF e APS-C la cui produzione è iniziata nel 2015. La messa a fuoco avviene tramite motore AF posto nell'obiettivo (Stepper Motor) e non presenta stabilizzatore d'immagine. Dal punto di vista ottico presenta 6 elementi in 5 gruppi ed è dotato di diaframma a 7 lamelle.
Anche in questa versione la ghiera di messa a fuoco manuale è posta all'estremità del barilotto e il suo utilizzo risulta per lo meno difficoltoso in presenza di paraluce.

### Canon EF 50mm f/2.5 Compact Macro

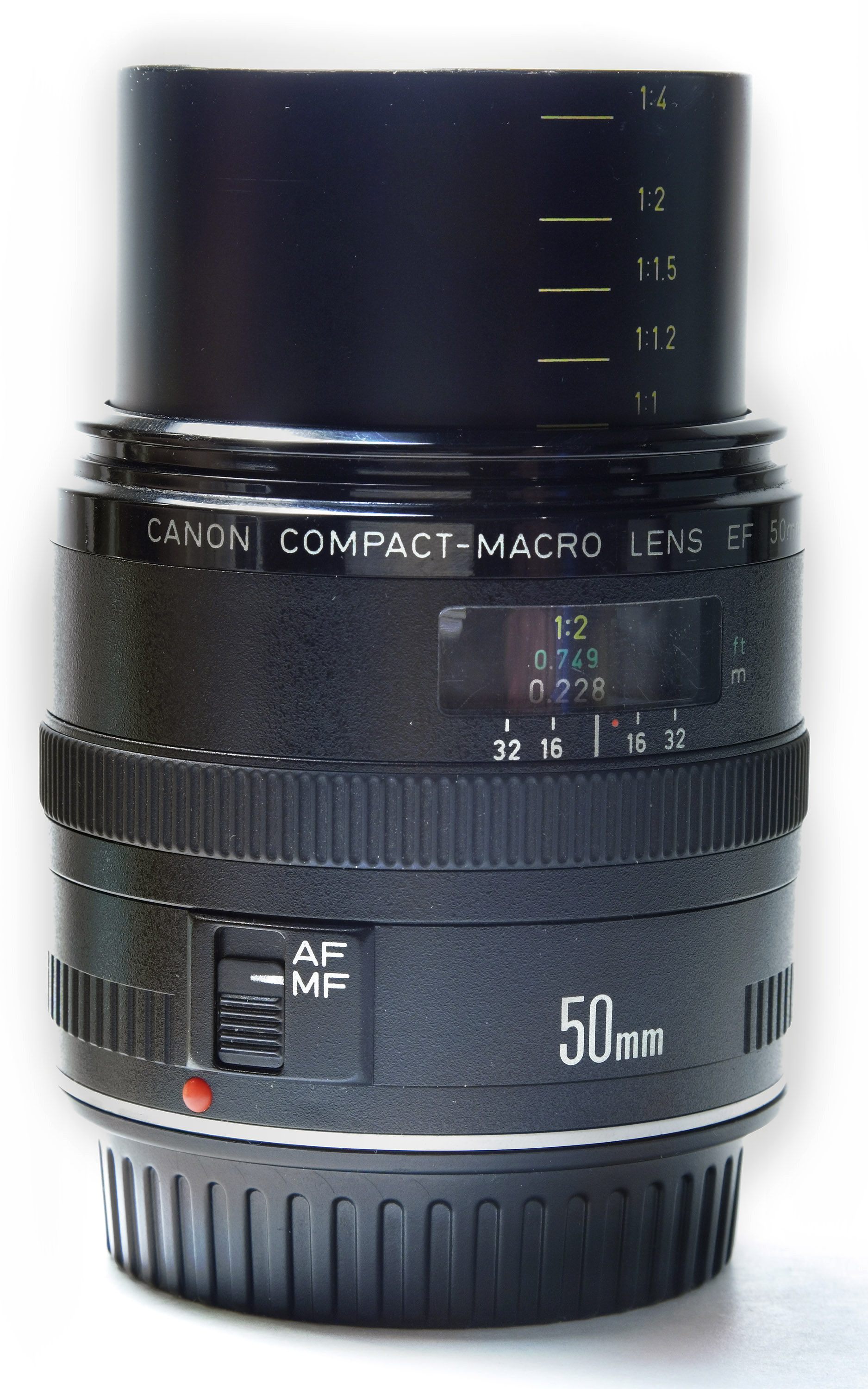
Foto che mostra gli indici di ingrandimento sul barilotto

Il Canon EF 50mm f/2.5 Compact Macro è un obiettivo macro consumer. Costruito con un corpo in plastica ed attacco in metallo, presenta una finestrella con le distanze di messa a fuoco e indici di ingrandimento. Estendendo il barilotto, può essere trovata un'altra serie di indici d'ingrandimento, da 1:4 ad 1:1, corrispondente all'ingrandimento ottenibile utilizzando l'opzionale Life-Size Converter EF. Un diaframma a 6 lamelle con apertura massima di f/2.5 non consente di ottenere particolari effetti di sfocato, se non ad una distanza molto ravvicinata. Lo schema ottico comprende 9 lenti, senza elementi speciali. Questa lente ha una messa a fuoco con elementi anteriori flottanti, grazie ad un micromotore; la velocità di messa a fuoco è moderata, ed è leggermente rumoroso. La lente frontale non ruota durante la messa a fuoco, ma si estende considerevolmente.
Il Canon EF 50mm f/2.5 Compact Macro può produrre ingrandimenti massimi di 1:2, non di 1:1 come le altre ottiche macro Canon. Il Life-Size Converter EF opzionale permette a questo obiettivo di produrre ingrandimenti di 1:1. Attaccando il convertitore la lente ha un'apertura di f/3.5, una lunghezza focale di 70mm, ed una ridotta escursione di messa a fuoco. Questo convertitore è pubblicizzato come esclusivo per il Canon EF 50mm f/2.5 Compact Macro, ma può essere utilizzato con altri obiettivi, diventando un tubo di prolunga con ingrandimento 1.4x.

## Caratteristiche tecniche
|                                   | Canon EF 50mm f/1.0L USM         | Canon EF 50mm f/1.2L USM         | Canon EF 50mm f/1.4 USM      | Canon EF 50mm f/1.8          | Canon EF 50mm f/1.8 II       | Canon EF 50mm f/2.5 Compact Macro |
| Immagine                          |                                  |                                  |                              |                              |                              |                                   |
|                                   | Caratteristiche                  |                                  |                              |                              |                              |                                   |
| Costruttore:                      | Canon                            | Canon                            | Canon                        | Canon                        | Canon                        | Canon                             |
| Stabilizzatore d'immagine (IS):   | No                               | No                               | No                           | No                           | No                           | No                                |
| AF Ultrasonico (USM):             | Sì                               | Sì                               | Sì                           | No                           | No                           | No                                |
| Short back focus (EF-S):          | No                               | No                               | No                           | No                           | No                           | No                                |
| Macro:                            | No                               | No                               | No                           | No                           | No                           | Sì                                |
| Altre caratteristiche:            | Serie L                          | Serie L                          | -                            | -                            | -                            | Macro                             |
| Utilizzo tipico:                  | Obiettivo standard professionale | Obiettivo standard professionale | Obiettivo standard economico | Obiettivo standard economico | Obiettivo standard economico | Obiettivo macro compatto          |
|                                   | Informazioni tecniche            |                                  |                              |                              |                              |                                   |
| Tipo:                             | Obiettivo fisso                  | Obiettivo fisso                  | Obiettivo fisso              | Obiettivo fisso              | Obiettivo fisso              | Obiettivo fisso                   |
| Lunghezza focale:                 | 50mm                             | 50mm                             | 50mm                         | 50mm                         | 50mm                         | 50mm                              |
| Fattore crop:                     | 1.0x                             | 1.0x                             | 1.0x                         | 1.0x                         | 1.0x                         | 1.0x                              |
| Apertura (max/min):               | 1.0 / 16                         | 1.2 / 16                         | 1.4 / 22                     | 1.8 / 22                     | 1.8 / 22                     | 2.5 / 32                          |
| Costruzione:                      | 9 gruppi/11 elementi             | 6 gruppi/8 elementi              | 6 gruppi/7 elementi          | 5 gruppi/6 elementi          | 5 gruppi/6 elementi          | 8 gruppi/9 elementi               |
| n° lamelle del diaframma:         | 8                                | 8                                | 8                            | 5                            | 5                            | 6                                 |
| Distanza minima di messa a fuoco: | 0.95m                            | 0.45m                            | 0.45m                        | 0.45m                        | 0.45m                        | 0.23m                             |
| Ingrandimento massimo:            | 0.11x                            | 0.15x                            | 0.15x                        | 0.15x                        | 0.15x                        | 0.50x                             |
|                                   | Dimensioni                       |                                  |                              |                              |                              |                                   |
| Diametro massimo:                 | 91.5mm                           | 85.4mm                           | 73.8mm                       | 67.4mm                       | 68.2mm                       | 67.6mm                            |
| Lunghezza massima:                | 81.5mm                           | 65.5mm                           | 50.5mm                       | 42.5mm                       | 41mm                         | 63mm                              |
| Peso:                             | 985g                             | 545g                             | 290g                         | 190g                         | 130g                         | 280g                              |
| Diametro del filtro:              | 72mm                             | 72mm                             | 58mm                         | 52mm                         | 52mm                         | 52mm                              |
|                                   | Accessori                        |                                  |                              |                              |                              |                                   |
| Paraluce:                         | ES-79II                          | ES-78                            | ES-71II                      | ES-65                        | ES-62AD                      | nd                                |
| Custodia:                         | LP1216                           | LP1214                           | LP1014                       | LP1014                       | LP1014                       | LP814                             |
|                                   | Angolo di campo                  |                                  |                              |                              |                              |                                   |
| Orizzontale:                      | 40°                              | 40°                              | 40°                          | 40°                          | 40°                          | 40°                               |
| Verticale:                        | 27°                              | 27°                              | 27°                          | 27°                          | 27°                          | 27°                               |
| Diagonale:                        | 46°                              | 46°                              | 46°                          | 46°                          | 46°                          | 46°                               |
|                                   | Storia                           |                                  |                              |                              |                              |                                   |
| Introdotto:                       | Settembre 1989                   | Agosto 2006                      | Giugno 1993                  | Marzo 1987                   | Dicembre 1990                | Dicembre 1987                     |
| In produzione:                    | No                               | Sì                               | Sì                           | No                           | Sì                           | Sì                                |